# 中国共产党德宏傣族景颇族自治州委员会
24°26′02″N 98°35′11″E / 24.43378°N 98.58626°E
中国共产党德宏傣族景颇族自治州委员会，简称中共德宏州委、中共德宏自治州党委，是中国共产党在中华人民共和国云南省德宏傣族景颇族自治州的领导机关。

## 沿革

### 筹建
1950年4月21日起，中国人民解放军第41师第121团和第122团一部奉命向德宏进军。4月21日，第121团进驻潞西，5月6日进驻陇川，5月8日进驻瑞丽；第122团所属部队于5月6日进驻梁河，5月15日进驻盈江和莲山。至此，解放军攻占德宏全境。随后，中共保山地委与中国人民解放军第41师党委决定将德宏的6个设治区划分为潞（西）瑞（丽）陇（川）和梁（河）盈（江）莲（山）两个片，以部队为主组成片工委。1954年，工委撤销。

#### 中共潞瑞陇工委/芒市工委
1950年5月，中共潞瑞陇工委领导潞西、瑞丽和陇川县的工作，由第41师第121团政委李其钊任书记，团长王振邦任副书记。1951年7月，中共潞瑞陇工委改建为中共畹瑞陇工委，由瑞丽公安团团长兼政委史昭清任书记。1952年10月，畹瑞陇工委恢复为中共潞瑞陇工委，由杨克敏任书记，李福成、段华明任副书记。

#### 中共梁盈莲工委
1950年5月，中共梁盈莲工委领导梁河、盈江、莲山和盏西地区的工作。1952年10月之前，由第122团团长朱英、王守志，政委张琦和地方干部袁用之先后担任工委书记，康长征担任副书记。

### 中共德宏傣族景颇族自治区边疆工作委员会
1953年7月，从保山专区划出潞西、莲山、盈江、陇川、瑞丽和梁河6县及畹町镇，成立德宏傣族景颇族自治。1954年12月，成立中共德宏傣族景颇族自治区边疆工作委员会，康长征担任边工委书记，隶属中共保山地委。1956年4月，德宏傣族景颇族自治区改设自治州，原保山专区所属4县（保山、腾冲、龙陵、昌宁）合并至德宏州，保山专区建置撤销。1956年5月4日，中共中央决定建立中国共产党德宏傣族景颇族自治州地方委员会（简称中共德宏地委）。地委成立后，1956年12月14日至18日，在德宏州首府芒市组织中缅两国边民联欢大会。1958年12月，改称中共德宏州委。1966年5月，文化大革命爆发后，保山专区成立军事管治委员会。1969年1月28日，德宏州军事管制委员会撤销，所属县镇合并为保山专区革命委员会。

### 中共德宏州委
1963年8月，经中共中央和中华人民共和国国务院批准，复设中共保山地委和中共德宏州工委，保山地委迁往保山。1963年12月，原保山专区所辖县从德宏州划出，复设保山专区。德宏州辖潞西、瑞丽、陇川、盈江、梁河县及畹町镇，州府驻地芒市，中共德宏州工委隶属于中共保山地委。1966年5月，文化大革命波及德宏。1968年11月30日，云南省革委会决定撤销德宏自治州建制，其所辖五县一镇并入保山专区。1971年11月26日，重新恢复建制，并建立中共德宏州工委和德宏州革委会。1973年10月，成立中国共产党德宏傣族景颇族自治州委员会，与保山完全脱钩。
1976年10月，文化大革命结束。1977年4月，中共中央逐级处理云南省领导班子，并调段华明任中共德宏州委书记、州革委会主任，从事组织恢复工作。1984年8月18日至25日，中国共产党德宏傣族景颇族自治州第一次代表大会在芒市召开，朗大忠（傣族）当选为州委书记。1989年12月，中共德宏州第二次代表大会召开，朗大忠连任。

## 历任领导
| 职位         | 姓名   | 民族 | 出生日期   | 祖籍       | 上任       | 离任       |
| ------------ | ------ | ---- | ---------- | ---------- | ---------- | ---------- |
| 州工委书记   | 康长征 | 汉   | 1926年     | 山西兴县   | 1954年11月 | 1956年4月  |
| 州工委书记   | 康长征 | 汉   | 1926年     | 山西兴县   | 1963年12月 | 1964年4月  |
| 地委书记     | 郑刚   | 汉   | 1918年7月  | 河南鄢陵   | 1956年4月  | 1957年3月  |
| 地委书记     | 赵善卿 | 汉   | 1916年12月 | 山西平陆   | 1957年3月  | 1958年12月 |
| 州委第一书记 | 郑刚   | 汉   | 1918年7月  | 河南鄢陵   | 1958年12月 | 1960年3月  |
| 州委书记     | 赵善卿 | 汉   | 1916年12月 | 山西平陆   | 1960年3月  | 1963年8月  |
| 州工委书记   | 段华民 | 汉   | 1924年     | 山西新绛   | 1964年4月  | 1968年12月 |
| 州委书记     | 段华民 | 汉   | 1924年     | 山西新绛   | 1977年3月  | 1978年6月  |
| 州工委书记   | 李扬群 | 汉   | 1924年     | 河北内丘   | 1971年11月 | 1973年8月  |
| 州委书记     | 韩乃光 | 汉   | 1926年11月 | 山西浮山   | 1973年10月 | 1975年7月  |
| 州委书记     | 管有万 | 傣   | 1934年     | 云南梁河   | 1975年11月 | 1977年3月  |
| 州委书记     | 刘贵成 | 汉   | 1929年     | 山西沁县   | 1978年6月  | 1983年7月  |
| 州委书记     | 朗大忠 | 傣   | 1933年     | 云南盈江   | 1983年7月  | 1992年5月  |
| 州委书记     | 何远灿 | 汉   | 1947年11月 | 湖北       | 1992年5月  | 1999年3月  |
| 州委书记     | 王南昆 | 羌   | 1953年6月  | 四川北川   | 1999年3月  | 2002年11月 |
| 州委书记     | 刘一平 | 白   | 1957年2月  | 云南剑川   | 2002年11月 | 2007年12月 |
| 州委书记     | 赵金   | 彝   | 1962年5月  | 云南禄丰   | 2007年12月 | 2011年11月 |
| 州委书记     | 李磊   | 汉   | 1971年5月  | 山东滕州   | 2011年11月 | 2014年1月  |
| 州委书记     | 王俊强 | 拉祜 | 1965年4月  | 云南澜沧   | 2014年1月  | 2019年10月 |
| 州委书记     | 赵刚   | 彝   | 1964年4月  | 云南丘北   | 2019年10月 | 2021年4月  |
| 州委书记     | 姜山   | 汉   | 1970年12月 | 云南弥勒   | 2021年4月  | 2025年8月  |
| 州委书记     | 王云霏 | 汉   | 1976年3月  | 内蒙古根河 | 2025年8月  |            |